# Quique Ruiz Paz
Enrique Ruiz Paz (Madrid, Comunidad de Madrid, 30 de enero de 1967) es un ex baloncestista español que mide 1.85 cm y cuya posición en la cancha era la de base.

## Clubes
- Cantera Canoe
- 1985-1986 Canoe
- 1986-1987 Real Madrid
- 1987-1988 Bancobao Villalba
- 1988-1990 BBV Villalba
- 1990-1991 Atlético de Madrid Villalba
- 1991-1992 Club Baloncesto Estudiantes
- 1991-1992 Ferrys Llíria
- 1992-1993 CB Canarias
- 1993-1994 Juventud Alcalá